# 게이오 전철 5000계 전동차 (1963년 도입)
게이오 전철 5000계 전동차(일본어: 京王5000系電車)는 과거 게이오 데이토 전철의 직류 통근형 전동차이다.

## 역사

### 도입 배경
5000계는 당시 게이오 데이토 전철이 노면전차에서 유래된 궤도선에서 본격적인 도시철도 노선으로 바뀌면서, 1963년 8월 4일부로 가선 전압을 600V에서 1,500V로 승압함에 따라 그에 대응하기 위해 제작되었다.
1963년으로부터 1969년까지 6년여에 걸쳐 총 155량이 도큐 차량제조, 일본 차량제조, 히타치 제작소에서 제작되었고, 1963년 8월 4일부로 영업 운전을 개시하였다.

### 투입 이후
5000계가 본격적으로 운행에 투입되자, 5000계는 게이오 전철을 대표하는 플래그십(Flagship) 차량으로써 신주쿠 ~ 게이오 하치오지 간의 특급 열차에 투입되었다. 그 후, 타카오 선이 개업하면서 다카하타후도 역에서 분할/병결하는 특급 열차에도 투입되었었는데, 5100계에서는 승객들의 오승을 방지하기 위하여 초록색 링과 하얀색 링을 이용해 행선지를 알려주는 방식을 채용하게 되었다.

### 은퇴의 시작
5000계는 1972년 6000계가 등장한 이후부터, 조금씩 쇄락의 길을 걷기 시작하였다. 서서히 특급 열차 등 우등 열차에 투입되는 경우가 줄기 시작함은 물론, 냉방기기가 없는 초기 차량들의 경우 아예 보통(완행) 열차용으로 전락하다시피 하게 된다. 하지만 냉방차량들의 경우, 1980년대 중순까지 하이킹 특급 「진바」(陣馬)나 「에이코우」(迎光), 경마 특급, 경륜 특급 등의 계절/임시 열차에 투입되곤 했었다.
그 외에도, 6000계가 정비에 들어가는 경우에도 임시로 투입되기도 하였으며, 1988년 여름 무렵에는 6000계 8량 편성의 예비차 확보 목적으로 5000계 중간차 4량을 모아 연결하거나, 5100계 3편성을 연결한 9량 편성 열차가 평일 오전의 통근 급행/특급 및 휴일 특급 「진바」에 투입되기도 하였었다.

### 폐차
5000계의 첫 폐차는 1979년에 이루어졌다. 이는 내구연한으로 인한 폐차가 아니라 사고로 인한 것이었는데, 건널목에서 차량과 충돌하는 사고로 인하여, 선두차량인 쿠하 5871호가 폐차되게 되었다. (아래에 상세하게 기술)
본격적인 폐차는 1987년부터 시작되었는데, 2량 편성의 노우즈 서스펜션 방식(nose-suspension drive)의 차량들(5101 편성 - 5112 편성)이 그 대상으로, 1989년 3월 21일부로 영업운전에서 물러남으로써 노우즈 서스펜션 방식을 사용한 게이오 전철의 차량은 모두 없어지게 되었다. 이 차량들은 대부분 비냉방 차량들로써, 폐차되지 않고 이요 철도에 양도되었다.
이때 게이오 전철에 남게 된 5000계들은 4량+4량, 혹은 4량+3량 편성으로 정리되어, 보통 열차 중심으로 투입되게 되었다. 1990년에는 사가미하라 선 개업으로 인하여 차량이 증결됨으로써 폐차는 이루어지지 않았지만, 그 다음해인 1991년부터 폐차가 다시 시작되어, 폐차되지 않고 남아있던 무냉방 협폭(狭幅) 차량들은 1992년 2월까지 모두 사라지게 되었다.
1992년 5월부터 8000계 60량이 투입되었지만, 하시모토행 특급 신설에 의한 운용 증가를 위하여 5000계의 추가 폐차는 이루어지지 않았다. 그 후, 1992년 10월부터 폐차가 재개되어, 그 해 12월까지 29량이 폐차되었고, 1994년 봄에 12량이, 1995년 봄에는 38량이 추가로 폐차되어, 5100계는 사실상 사라지게 되었다. 이때 남은 차량은 5000계 24량이었는데, 그 해 11월에서 12월에 걸쳐 추가로 16량이 폐차되었고, 마지막으로 남은 8량(4량+4량 편성)만이 평일 오전의 출퇴근시간대와, 주말의 경마장선과 동물원선로 직결운행하는 열차로써 운행되었다.
1996년 3월 이후부터는 본선에서 완전이 퇴출되어 동물원선에서만 운행되다가, 11월 30일에 「작별 운행」(さよなら運転)의 준비와 이동을 겸하여, 마지막으로 본선에서의 영업 운전을 하였다. 그 다음날인 12월 1일 작별 운행이 실시되었으며, 와카다바이 ~ 신주쿠 ~ 게이오 타마센터 ~ 와카다바이 간을 2회 운행하였으며, 오전/오후로 나뉘어 진행된 운행 중간에는 와카다바이 역에서 촬영회도 실시되었다.
이 행사는 초청식으로 이루어졌는데, 오전과 오후에 각각 500명씩 총 1000명을 모집하였지만, 실제로 응모한 사람은 3000명을 넘는 많은 인원이 몰려, 게이오 전철에서는 낙선 통지 엽서를 행사장에 지참하고 온 사람에 한해 작별 운행 고지의 광고 포스터를 선물하는 이벤트를 갖기도 하였다. 작별 운행 후 6량이 시코쿠의 타카마츠 코토히라 전철에 양도되어 1량이 정태 보존되어 있다.

### 보존

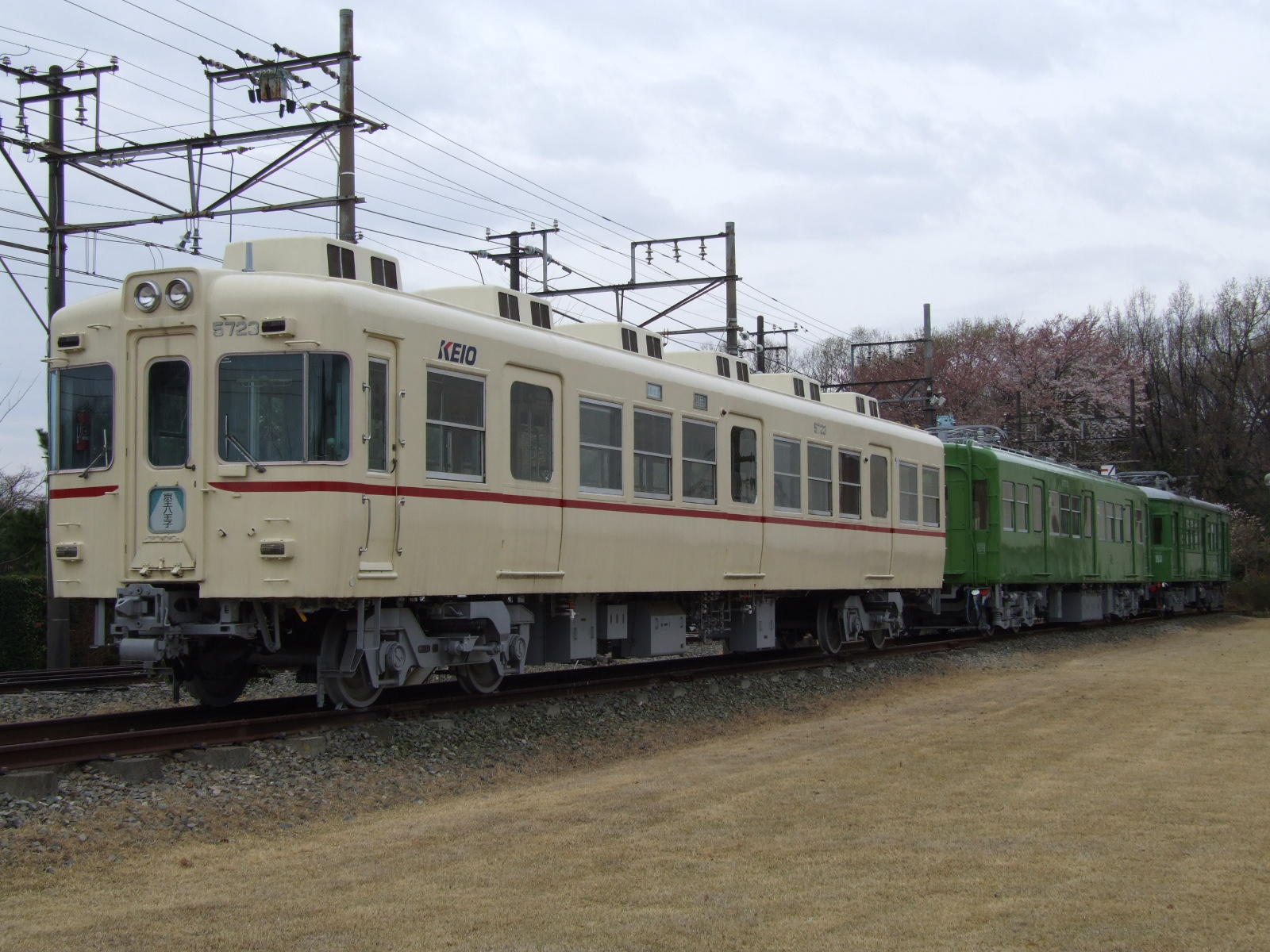
정태 보존된 5000계

작별 운행에 투입되었던 5022편성과 5023편성 가운데, 쿠하5723은 게이오 연수 센터·게이오 자료관에 비공개로 보존되어 있다.

### 작업 차량으로의 개조
최초 증비차량인 5125편성의 3량의 경우, 폐차되지 않고 작업용 차량으로써 개조되는 행운을 누리게 되었다. 장물차인 치키 290형과의 연결되는 부분의 관통로가 사라지고, 봉 연결기를 밀착식 연결기로 교체하는 등의 개조가 이루어졌지만, 외관은 여객 운전에 투입되던 그때의 모습을 유지하고 있었다.
평상시에는 다카하타후도 차량 검사구에 유치되어 있었지만, 간혹 보선 작업이나 공사 자재 수송등을 위해 운행되는 모습을 볼 수 있었다.
그 후, 2004년 6월 1일의 야간 레일 수송을 끝으로, 6000계를 개조한 데와 600형에게 그 자리를 물려주고 현역에서 물러났다. 이 차량은 같은 해 11월 14일 와카다바이 차량 검사구에서 개최된 메모리얼 촬영회에서 일반에 공개된 후, 12월 16일에서 17일에 걸쳐 군마현 다테바야시시로 육로로 수송, 해체업자에게 인도되었다. 이 가운데 1량을 게이오 레일 랜드에 정태 보존하려는 계획도 있었지만, 무산되고 말았다.

## 기술적 측면

### 차체
비슷한 시기에 도입된 3000계와 달리 5000계는 강철 차체를 채용하였는데, 이는 당시 게이오 선내에 건널목이 무척 많아(당시 약 340개소. 2006년 현재 156개소), 사고시에 수복이 용이하도록 하였기 때문이다. 단, 차내 설비와 관련된 부분은 3000계와 동일하게 제작되었다.
원래 처음 제작될 당시 5000계의 차폭은 2744mm였지만, 1964년 도입된 제 7편성부터는 56mm가 더 넓어진 2800mm로 굳어지게 되었고, 이에 따라 그 이전에 도입된 차량들은 출입문 아래에 발판이 추가되었다.
선두차에는 게이오 전철 최초로 전면 관통문과 각형(角型)급행등을 설치하였으며, 운전대의 창문 역시 당시의 영단(현 도쿄 메트로의 전신)의 3000계 전동차를 제외한 통근형 차량에서는 전례를 찾아볼 수 없던 저창(低窓) 파노라믹 윈도(Panoramic window)를 채용하였다. 한 때, 일부 차량에 스커트(배장기)를 설치했던 적도 있지만, 전체적으로 보급되지는 않았다.
차량의 색은 아이보리색을 바탕으로 하여 그 위에 진한 주황색 띠를 둘렀는데, 이 때에 사용된 아이보리색은 후에 게이오 그룹을 대표하는 색으로 정착되어, 5000계 뿐만 아니라 게이오 그룹에서 운영하는 버스나 택시 등에도 사용되게 되었다.

### 동력부
5000계는 초기 생산분(노우즈 서스펜션 방식 채용 차량)의 경우 110 kW 전동기를 탑재하였었으나, 그 이후에 도입된 WN 평행카르단 구동방식 채용 차량들은 130 kW 전동기를 탑재하였고, 1966년에 도입된 제 11편성 이후부터는 150kW급 전동기를 탑재하게 되었다.
제어기는 히타치 제작소에서 제작한 MMC-HTB-20B, 혹은 MMC-HTB-20C형이 사용되었다. 제어단수는 약한 계자기동 1단, 직렬 12단, 병렬 6단, 약한 계자 6단, 발전 제동 20단이다.

### 주행부
5000계의 주행부는 WN 평행카르단 구동방식을 본격 채용하고, ARSE 자동공기제동 등을 탑재하여, 기동가속도 2.5 km/h/s, 80 km/h 상에서의 가속도 1.5 km/h/s 등의 고성능을 자랑하는 차량이었다. 재적 당시 영업 최고속도는 105 km/h였다. 전압 승압 준비 공사 때, 차량 변통의 문제로 ARSE식을 채용한 제동장치는, 1965년 이후에 도입된 제 9편성부터는 HSC-D방식으로 변경되었다.

## 운용 노선
- 게이오 전철 본선
- 게이오 전철 타카오 선

### 타 철도회사로의 양도
5000계는 전장 18m급의 3도어 전동차로써 지방철도에서 사용하기에 용이하기 때문에, 게이오 전철에서 적극적으로 판매 사업을 벌인 결과, 많은 차량들이 지방 사철에 양도되어 사용되고 있다. 다만, 양도받은 회사들이 모두 게이오 전철의 궤간(1,372mm)과는 다른 1,067mm, 혹은 1,435mm를 사용하고 있었기 때문에, 대차를 게이힌 급행 1000계 전동차 등 타 차량의 대차를 사용하거나, 혹은 개조하여 사용하고 있다.
- 양도처
  - 다카마쓰코토히라 전기 철도
  - 와타라세 계곡철도
  - 이요 철도
  - 이치바타 전철
  - 후지 급행

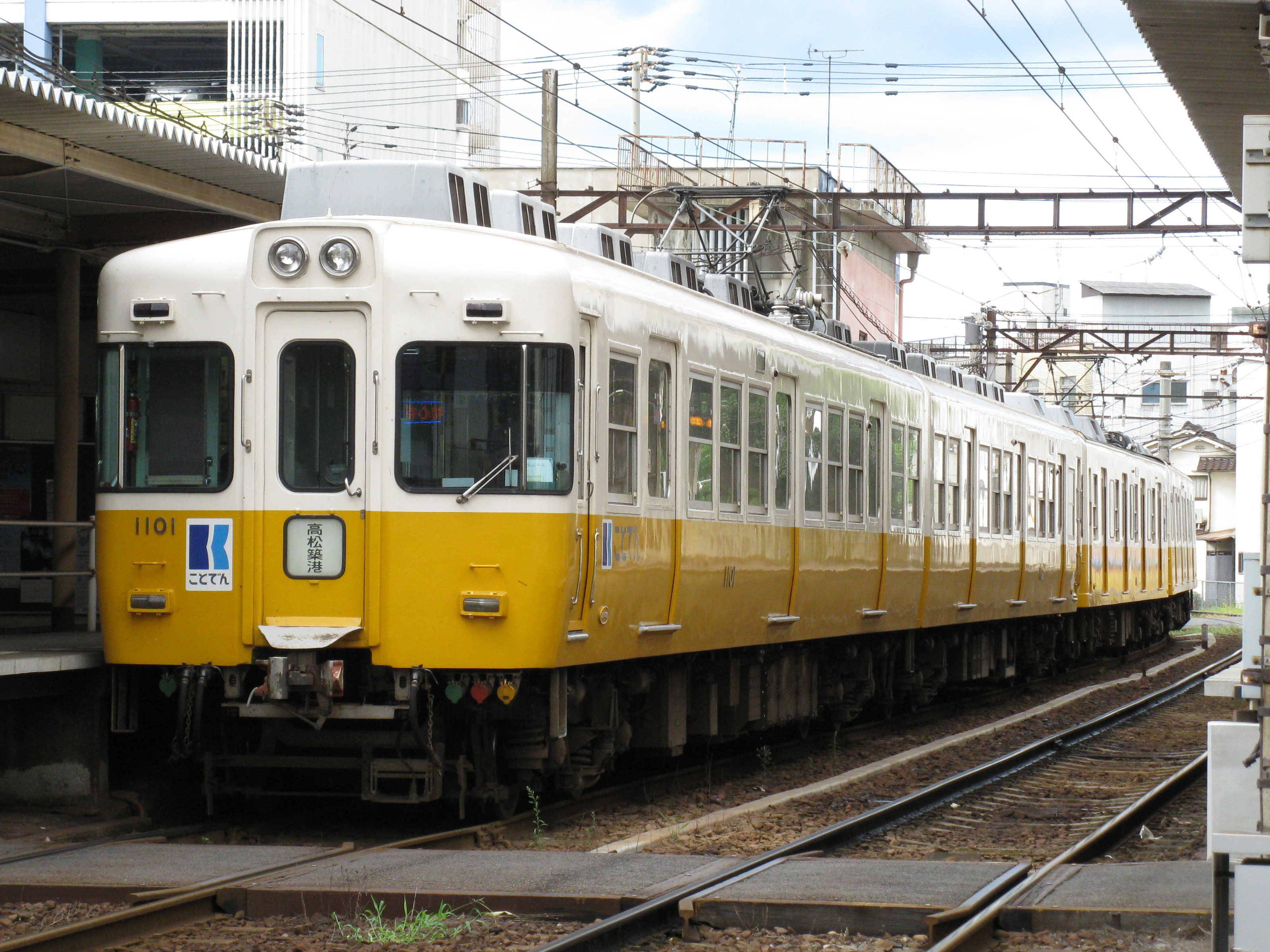
다카마쓰코토히라 전기 철도 1100계
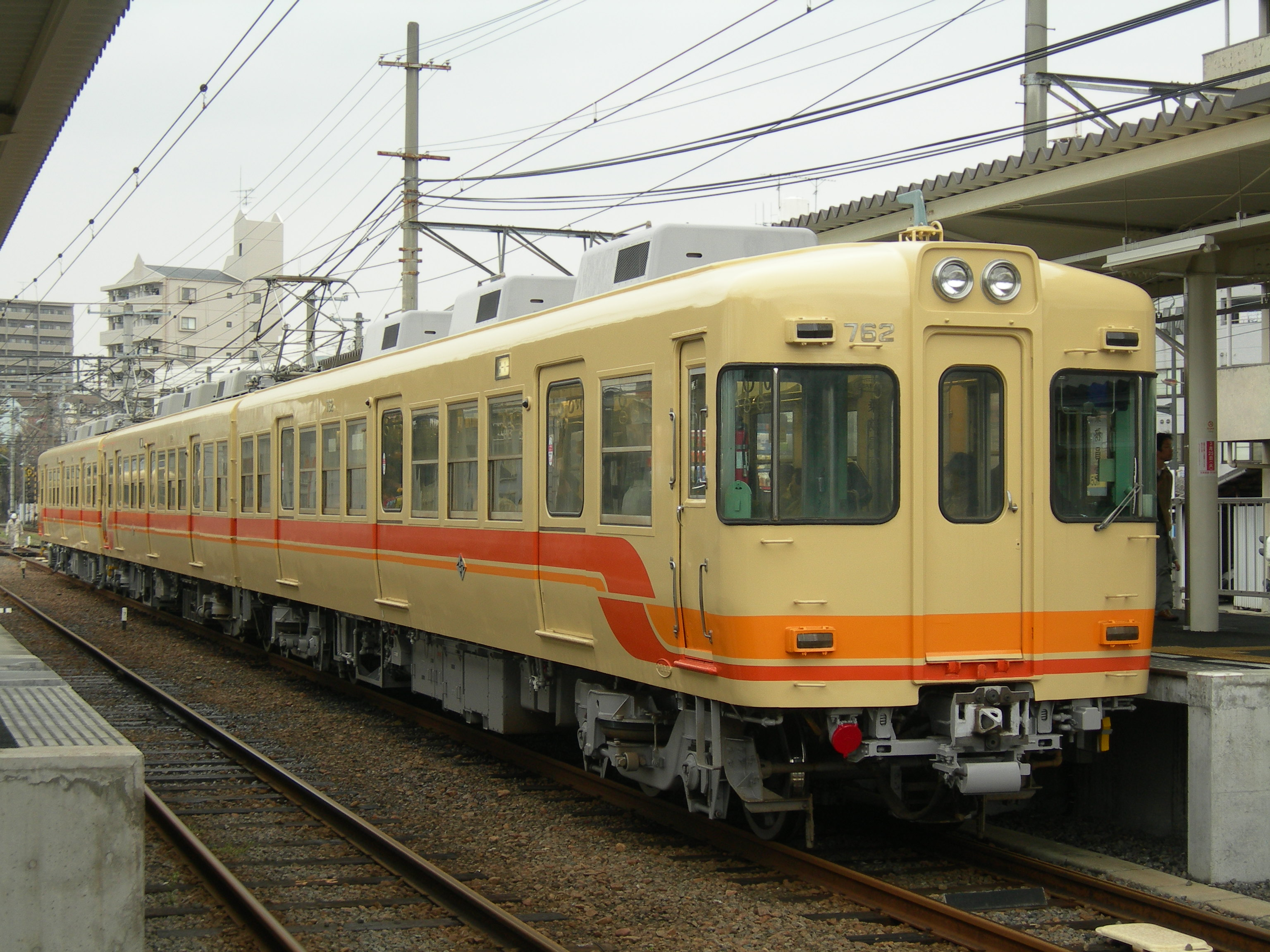
이요 철도 700계
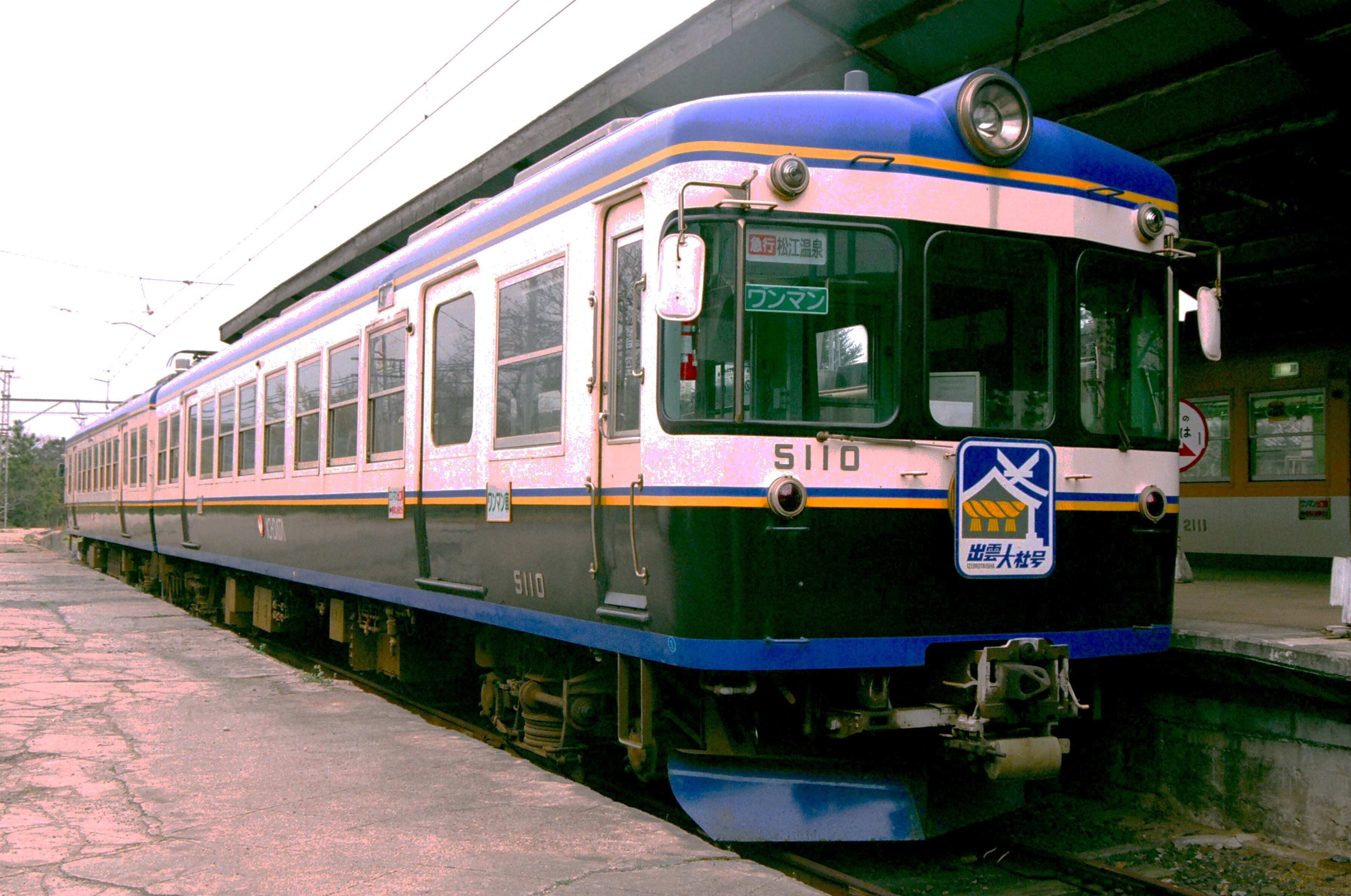
이치바타 전철 5000계
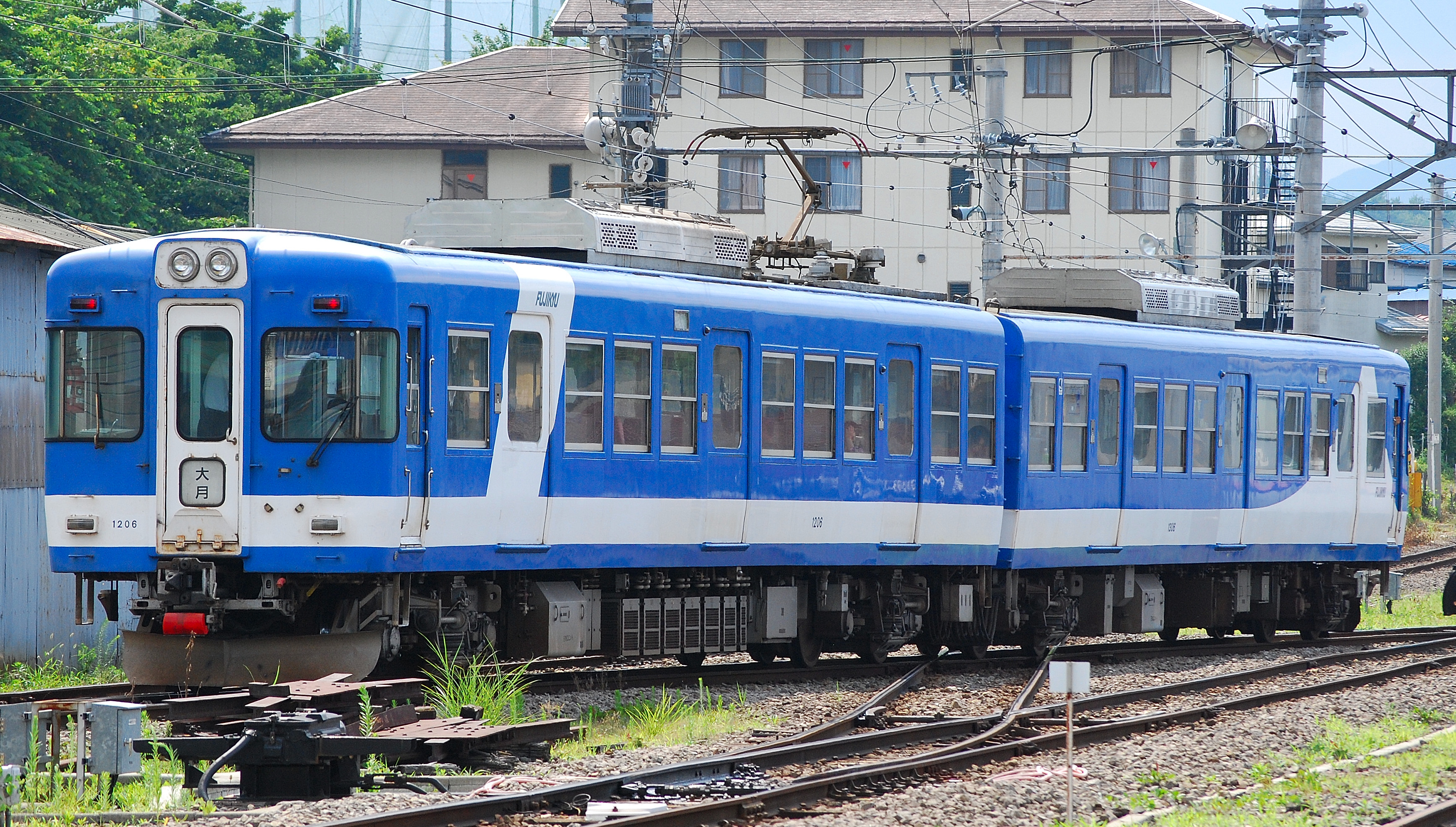
후지 급행 1000계

## 사고

### 게이오 선 건널목 차량 충돌 사고
1979년 10월 3일, 게이오 전철(당시 게이오 데이토 전철) 게이오 선 도비다큐 ~ 무사시노다이 간의 건널목에서, 트럭의 짐칸으로부터 떨어진 중장비(불도저)에 신주쿠행 급행 열차(5000계 7량)이 충돌, 탈선한 것을 마주오던 게이오 하치오지행 특급 열차가 잇따라 충돌하면서, 1명이 사망하고 52명이 부상당하는 사고가 발생했다. 사망자는 선로로 떨어진 중장비를 치우기 위해, 중장비에 탑승했던 트럭 운전사이며, 나머지 부상자는 열차 승무원과 승객들이다.
이 사고가 발생한 후 게이오 선의 건널목 안전 대책이 대폭 강화되었으며, 사고 차량은 다카하타후도 역구내의 다카하타후도 차량 검사구로 옮겨져 선두차 1량이 폐차되었다.